# Майкл Вламіс
Майкл Вламіс (англ. Michael Vlamis, нар. 27 березня 1990, Чикаго, Іллінойс, США) — американський актор. Відомий ролью Майкла Геріна у серіалі «Розуелл, Нью-Мексико» в якому знімається по наш час

## Біографія
Майкл виріс у Чикаго. Зйомки фільмів були його захопленням, особливо під час шкільних постановок, саме тому він увійшов у світ кіно. На жаль, він нікого не знав у кіноіндустрії, тому він прийняв стипендію на навчання в університеті Чампана, де грав у футбол і здобув ступінь в галузі бізнесу та підприємництва, що не має нічого спільного з кіно. Коли він увійшов у світ кіно, він успішно застосував ступінь ділової справи та влаштувався на роботу в Сан-Франциско. Він почав продавати годинник на вулицях Лос-Анджелеса і врешті-решт став головним маркетинговим директором перед тим, як покинути компанію в 2017 році, щоб продовжувати грати в кіно.

## Кар'єра
Він розпочав свою кар'єру з короткометражного фільму, який він зробив і який переміг у категорії Snapchat на кінофестивалі в Tribeca 2016. Дебютував разом із Зоуї Дешанель в епізоді телесеріалу «New Girl» у ролі Хіпстера.
У 2018 році він приєднався до головної ролі серіалу «Розуелл, Нью-Мексико» в ролі Майкла Геріна, серіал транслюється з 15 січня 2019 року на The CW.
Його останній фільм «Окрім 5 років», який він продюсував та виконував разом із Хлоєю Беннет, вийде у 2019 році у США

## Фільмографія
| Рік       |   | Українська назва                            | Оригінальна назва                              | Роль          |
| --------- | - | ------------------------------------------- | ---------------------------------------------- | ------------- |
| 2009      | ф | Одне хороше яблуко                          | One Good Apple                                 | Девіс         |
| 2011      | ф | В'язання голки                              | Knitting Needle Nightstalker 7                 | Фред          |
| 2012      | ф | Шоколад                                     | Chocolatits                                    | Аматор        |
| 2012      | ф | Університет фенікса онлайн                  | The University of Phoenix Online : College Bro | Бро           |
| 2012      | ф | Гра джельтельмена                           | Стрілець                                       |               |
| 2012      | ф |                                             | Boner Police: The Movie                        | Бонер         |
| 2012      | ф |                                             | Google Me                                      |               |
| 2012      | ф | Непрохані: Кошмар змагань з червоною річкою | The Uninvited: A Red River Rivalry Nightmare   |               |
| 2012      | ф | Закрити два                                 | Two Close                                      | Тревор Метьюс |
| 2013      | с | Новенька                                    | New Girl                                       | Хіпстер       |
| 2013      | с |                                             | Heartbreak High, USA                           | Студент       |
| 2013      | ф | Любити когось                               | Love somebody                                  | Елліот        |
| 2016      | ф | Вічний                                      | Everloving                                     | Луї           |
| 2017      | с | Долина Сімі                                 | Simi Valley                                    | Нейтан        |
| 2018      | с | Кожен інший вихідний                        | Every Other Weekend                            | Бред          |
| 2019—2021 | с | Розуелл, Нью-Мексико                        | Roswell, New Mexico                            | Майкл Герін   |
| 2021      | ф | Курорт                                      | The Resort                                     |               |